# Anders Lund Hoyer
Anders Lund Hoyer (* 4. September 1983 in Odense) ist ein ehemaliger dänischer Volleyball- und Beachvolleyballspieler.

## Karriere
Hoyer begann seine Karriere als Hallen-Volleyballer 1998 bei DHG Odense. 2003 wurde er mit dem Verein dänischer Meister. Im gleichen Jahr spielte er als Beachvolleyballer mit Jakob Møller Sørensen bei der Junioren-Weltmeisterschaft in Saint-Quay-Portrieux. Ein Jahr später entschied er sich endgültig für das Spiel im Sand.
Von 2006 bis 2012 bildete Hoyer ein Duo mit Bo Søderberg. Bei der Europameisterschaft 2008 in Hamburg unterlagen die Dänen in der zweiten Hauptrunde den Deutschen Matysik/Uhmann und mussten sich schließlich auf der Verlierer-Seite den Schweizern Heuscher/Heyer geschlagen geben. Anschließend kamen sie bei zwei Open-Turnieren in die Top Ten. Bei der Weltmeisterschaft 2009 kamen sie als Gruppenzweite in die erste Hauptrunde und verloren dort gegen die Esten Kais/Vesik. Außerdem wurden sie 2008 und 2009 dänischer Meister. Das nächste WM-Turnier 2011 in Rom endete für Søderberg/Hoyer erst im Viertelfinale gegen die Letten Pļaviņš/Šmēdiņš. Bei der Europameisterschaft im gleichen Jahr konnten die beiden Dänen nach ihrem zweiten Platz im Pool in der ersten Hauptrunde die Österreicher Huber / Seidel besiegen, verloren jedoch das Achtelfinale gegen die Niederländer Brouwer / Meeuwsen und wurden somit Neunte. Mitte des folgenden Jahres trennte sich das Duo aus Nordeuropa.
Mit seinen folgenden Beachpartnern konnte Anders Lund Hoyer nicht an frühere internationale Erfolge anknüpfen, mit Daniel Thomsen gewann er 2014 noch zwei nationale Events in seinem Heimatland und stand zwei weitere Male im Finale. Im Juni 2017 spielte er noch ein letztes Beachturnier und beendete anschließend seine Karriere.